# Santuario di San Calogero (Agrigento)

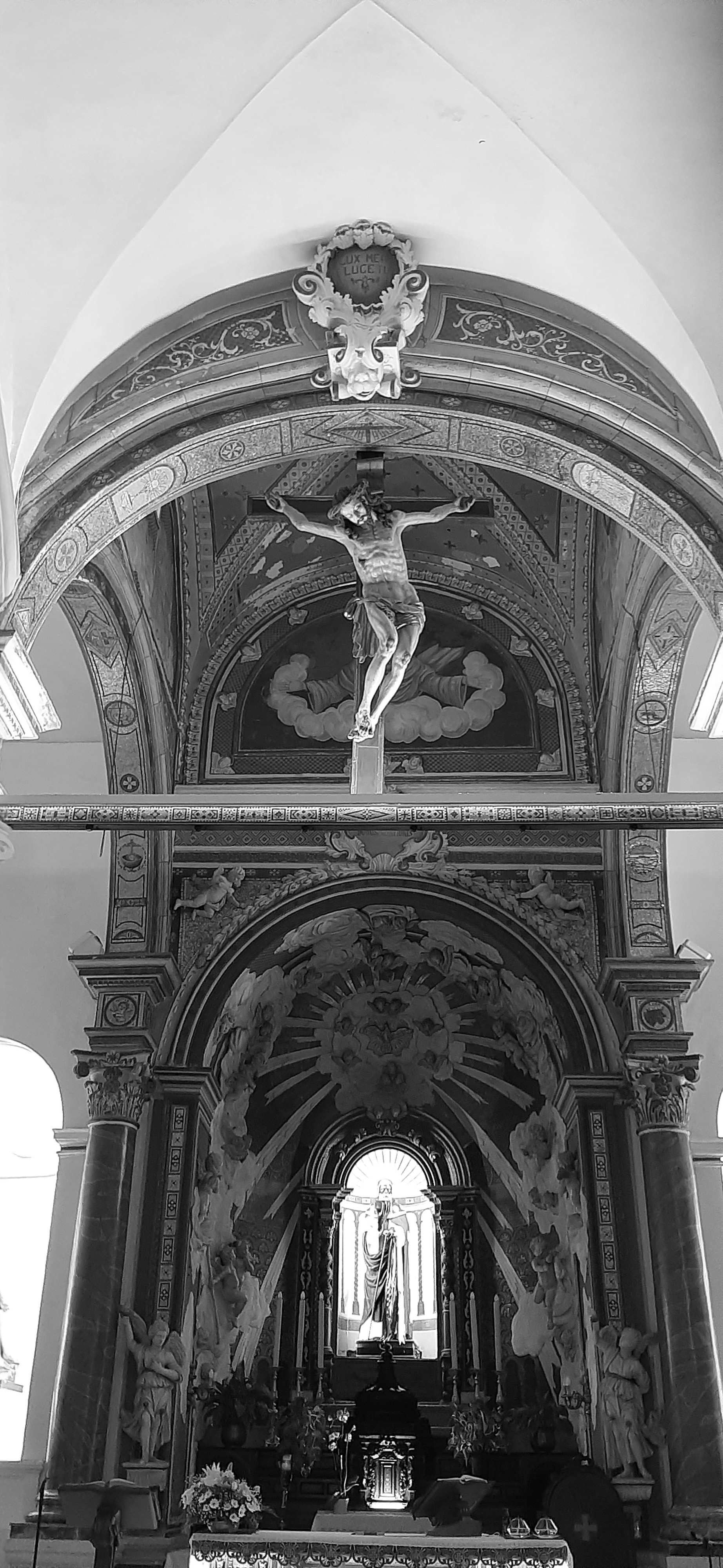
Interno del Santuario di San Calogero.

Il santuario di San Calogero è uno dei luoghi di culto cattolici più importanti e antichi di Agrigento.

## Storia
La chiesa di San Calogero risale a un'epoca compresa tra il XIII e il XIV secolo, periodo in cui la città di Agrigento era governata dalla famiglia Chiaramonte.  L'edificio, di piccole dimensioni, è stato edificato fuori le mura dell'antica città medievale, in una zona che veniva considerata abbastanza remota poiché, in quel periodo, era presente un grande fossato, detto “la Nave”, che rendeva impervio il raggiungimento della località. Il fossato è colmato solo nel XIX secolo.
La tradizione vuole che nella medesima zona dove sorge la chiesa abbia soggiornato, nel V secolo,  il veneratissimo Santo.
Nel registro della visita pastorale del vescovo Pietro Tagliavia d'Aragona del XVI secolo si hanno le prime notizie storiche relative all'edificio sacro.
Nel 1573, durante il periodo della reggenza vescovile di Giovanni Battista De Hogeda,  fu costituita una confraternita di ottantasei cittadini, nove dei quali erano ecclesiastici. Fra i confrati di San Calogero, vi era l'intenzione di ampliare e di riedificare la chiesa affinché potesse diventare un oratorio per i devoti stessi. Il 3 febbraio del 1573, il vicario generale Giacomo di Sanfilippo rilasciò la concessione per procedere ai lavori.
Nel 1598 papa Clemente VIII approvò le celebrazioni della festa di san Calogero in tutta la Sicilia. Tale riconoscimento diede grande impulso al culto del santo (e anche al santuario stesso), che assunse, nel tempo, grande rilevanza religiosa e culturale.
Nel 1863, in seguito all'applicazione delle leggi eversive, la chiesa di San Calogero venne assegnata ai frati francescani in cambio del convento di San Vito, trasformato in carcere dalle autorità civili.
Verso la fine dell'Ottocento iniziò un processo di allargamento della città con la costruzione di edifici all'infuori delle mura, dando al complesso calogerino una maggiore centralità.
Nei primi decenni del Novecento, la chiesa cadde in un completo stato di abbandono e solo nel 1938 iniziarono i lavori di restauro, voluti dal rettore Beniamino Lauricella.
Nel 1977 la Chiesa venne elevata a santuario con un decreto del Vescovo Giuseppe Petralia.

## L'edificio
L'interno dell'edificio misura 21,20 metri per 9. Esso è diviso in tre navate da una doppia fila di sei colonne corinzie che, un tempo, erano ornate da festoni in stucco, scrostati probabilmente nei restauri degli anni quaranta. Le composizioni a tralci floreali riportavano idealmente all'albero e al suo significato simbolico, tipico della tradizione cristiana. La colonna, come l'albero, è collegamento fra la terra e il cielo,  rappresentando così l'unione tra Dio e l'uomo.
Nel complesso la chiesa appare piuttosto sobria e la parte centrale è costituita dall'abside dalla conformazione rettangolare, con tre cappelle incavate quasi nello stesso piano, che conferiscono, nell'insieme, l'idea di una iconostasi bizantina.

### La cappella
La cappella al centro, contenente la nicchia dove è riposto il simulacro di San Calogero, è ornata di pregevoli stucchi. Rilevanti sono i particolari con le riproduzioni dei simboli identificativi del santo, ovvero il bastone e la cerva: il bastone rappresenta il sostegno che il Santo usava nel suo peregrinare; la cerva è un simbolo presente nella vita del Santo.
Secondo la tradizione popolare, infatti, il santo si nutriva del latte di una cerva che un giorno venne uccisa da un cacciatore, un certo Arcario. Quest'ultimo, perdonato dal santo, divenne suo devoto discepolo.
Nella struttura delle cappelle di destra e di sinistra dell'abside è presente una cupoletta a forma di valva di conchiglia che, oltre ad essere un elemento decorativo di particolare pregio, è simbolo di nascita e fertilità.

### I mosaici
I mosaici, dorati e policromi, sono stati realizzati nel 1969 con materiali preziosi da Michele Amico, maestro d'arte di Caltanissetta. Nei mosaici sono raffigurati l'Occhio Divino, il calice con l'Ostia e la colomba dello spirito santo. Nello stesso anno, Francesco Sortino, rettore del santuario, fece collocare un crocifisso ligneo del 1600, attribuito al Pintorno, sotto l'arco che delimita l'abside. Dal 2012, il crocifisso è custodito presso l'ex collegio dei Filippini ad Agrigento.

### L'altare
L'altare è un'opera del XVI secolo realizzata in legni pregiati con tarsie in bois de rose, d'arancio e di madreperla, probabilmente ad opera di artisti cappuccini. Negli anni trenta  venne smantellato e abbandonato in un ripostiglio della Chiesa di San Pietro. Successivamente, nella seconda metà del Novecento, Mons. Francesco Sortino, il rettore del santuario, lo recuperò e lo fece restaurare, ripristinando i disegni originali e ricollocandolo all'interno della chiesa.
Nell'altare della navata di sinistra è collocata la statua in marmo di Carrara alta 1 metro e 70 centimetri attribuita alla scuola dei Gagini. L'opera rappresenta la Madonna che sorregge con la sinistra il bambino, al quale porge con la destra una sfera, simbolo della perfezione divina e di potere universale.
Nella nicchia di sinistra dell'abside è collocata la Pietà opera in cartapesta di autore sconosciuto, mentre nella nicchia di destra è alloggiata la statua lignea di San Pasquale, anche questa ad opera di anonimo.

### Gli ex-voto
Nella zona della sagrestia sono presenti gli ex voto, ovvero tabelle o tavolette votive in cui il pittore dipinge i momenti particolari di un qualche evento pericoloso, con i fedeli in atto di disperata invocazione ed il miracoloso intervento di San Calogero. Gli ex-voto sono la più alta espressione dei sentimenti di gratitudine di chi ha ricevuto una particolare grazia dal Santo. Le offerte votive, da quelle più umili e popolari a quelle più ricercate, assumono diverse connotazioni: riproduzioni di parti anatomiche, attrezzi collegati alle infermità, oggetti d'oro, pezzi di stoffa, disegni, dipinti. Queste vere e proprie opere d'arte sono documenti di grande ricchezza e interesse per la ricostruzione della storia della cultura popolare.
Nella parete ovest esterna è collocata un'edicoletta che contiene l'immagine a mezzo busto dell'Ecce Homo, oggetto di pia devozione degli agrigentini. Di cm. 48 di altezza, in legno, la statua è stata realizzata nel 1971 dalla Bottega arte sacra di Giuseppe Stuflesser di Ortisei, in provincia di Bolzano.

### Le statue
Nel santuario sono presenti sei statue di san Calogero.
La più antica, in legno, è collocata nella nicchia dell'altare maggiore e risale al XVI secolo. È alta 170 cm. e larga di spalle 56 cm., ed è poggiata su un basamento quadrato di 18 cm. in altezza. È tra le statue più antiche e pregevoli presenti nel patrimonio ecclesiastico della città. Anche se non si hanno indicazioni precise sull'identità dell'autore, si ritiene che sia opera di un artista agrigentino, realizzata negli ultimi decenni del Cinquecento. La statua raffigura il Santo in età avanzata, col volto scuro, la barba bianca, il bastone e il megaloschima, o abito angelico, che i monaci eremiti italo greci indossavano il noviziato e numerosi anni di pratica ascetica. Indossare questo abito significava attenersi a regole severe, a una preghiera costante e al più stretto digiuno. Il megaloschima era, quindi, il simbolo della perfezione della vita evangelica condotta da chi lo portava,  e perciò quasi l'insegna di un maestro e formatore di discepoli. San Calogero viene raffigurato con un libro, aperto tra le mani. Il passo scritto in quelle pagine è tratto dall'antico testamento e sono i versi pronunciati dal profeta Osea: “Et ducam eam in solitudinem et loquar ad cor eius” (Lo condurrò nel deserto e parlerò al suo cuore). Anche questa citazione è una palese allusione alla vita ascetica, contemplativa ed eremitica del Santo.
La seconda statua si trova all'esterno della chiesa. In legno di cipresso, risale al 1915 ed è opera di Calogero Cardella un valente scultore agrigentino, confrate dell'Arciconfraternita dell'Addolorata.
La terza statua, la più recente, è una copia in vetroresina dell'originale del XVI secolo, ad opera di Calogero Morreale di Favara,  realizzata nel 2007. Questa è la statua usata per le processioni.
La quarta statua, l'unica dove viene raffigurata la cerva, è fatta in pietra e si trova nella nicchia esterna, sopra il portale della facciata principale.
Le ultime due statue sono di dimensione minore: una, collocata all'ingresso secondario del santuario, alta 1 metro e 20 centimetri in legno, è stata realizzata dalla Bottega di Arte Sacra Giuseppe Stuflesser di Ortisei nel 1961; l'altra, di gesso e alta 80 centimetri, è posta nel corridoio che conduce alla sagrestia.